# Sichuan Airlines
Sichuan Airlines Co., Ltd. (chinesisch 四川航空) ist eine chinesische Fluggesellschaft mit Sitz in Chengdu und Basis auf dem Flughafen Chengdu-Shuangliu.

## Geschichte
Sichuan Airlines wurde am 19. September 1986 gegründet, nachdem die Provinzregierung von Sichuan den Bedarf einer eigenen Fluglinie sah. Sie begann den Flugbetrieb am 14. Juli 1988 mit einer Yunshuji Y-7 auf einer Strecke zwischen Chengdu und Wanzhou (ehem. Wanxian). Im darauf folgenden Jahr wurden weitere Yunshuji Y-7 beschafft, seit dem Winterflugplan von 1991 wurde auch eine Strecke nach Peking mit einer Tupolew Tu-154M bedient. Das Wachstum der Fluggesellschaft machte die Beschaffung weiterer Flugzeuge notwendig, nach dem Leasing dreier Airbus A320 wurde die Flotte mit der Zeit fast vollständig auf Airbus umgestellt. 
Zusammen mit den Fluggesellschaften Grand China Air, Shandong Airlines, Shenzhen Airlines, Wuhan Airlines und Zhongyuan Airlines wurde Ende 1997 die Xinxing-Allianz gegründet. 1998 und 1999 wurden weitere Airbus A320 und A321 gekauft. 
Im August 2002 wurde die Gesellschaft reorganisiert, neuer Haupteigentümer mit 40 % wurde die Sichuan Airlines Group im Besitz der Provinzregierung. Die übrigen Eigentümer sind China Southern Airlines mit 39 %, Shandong Airlines und Shanghai Airlines mit je 10 % sowie Ginkgo Restaurant mit 1 %.
Im Juni 2010 erhöhte Sichuan Airlines ihren Anteil an der Northeast Airlines von 33,5 % auf 97 % und übernahm damit die Kontrolle. Seitdem operiert diese als Hebei Airlines.

## Flugziele
Sichuan Airlines bedient von ihren Luftfahrt-Drehkreuzen neben Destinationen in der Volksrepublik China Ziele im ganzen asiatischen Raum, in Australien, Europa und Nordamerika. Des Weiteren unterhält sie ein Codeshare-Abkommen mit KLM auf der Strecke Amsterdam – Chengdu, die jedoch ausschließlich von KLM bedient wird. Im deutschsprachigen Raum wird seit dem 26. März 2018 Zürich angeflogen.

## Flotte

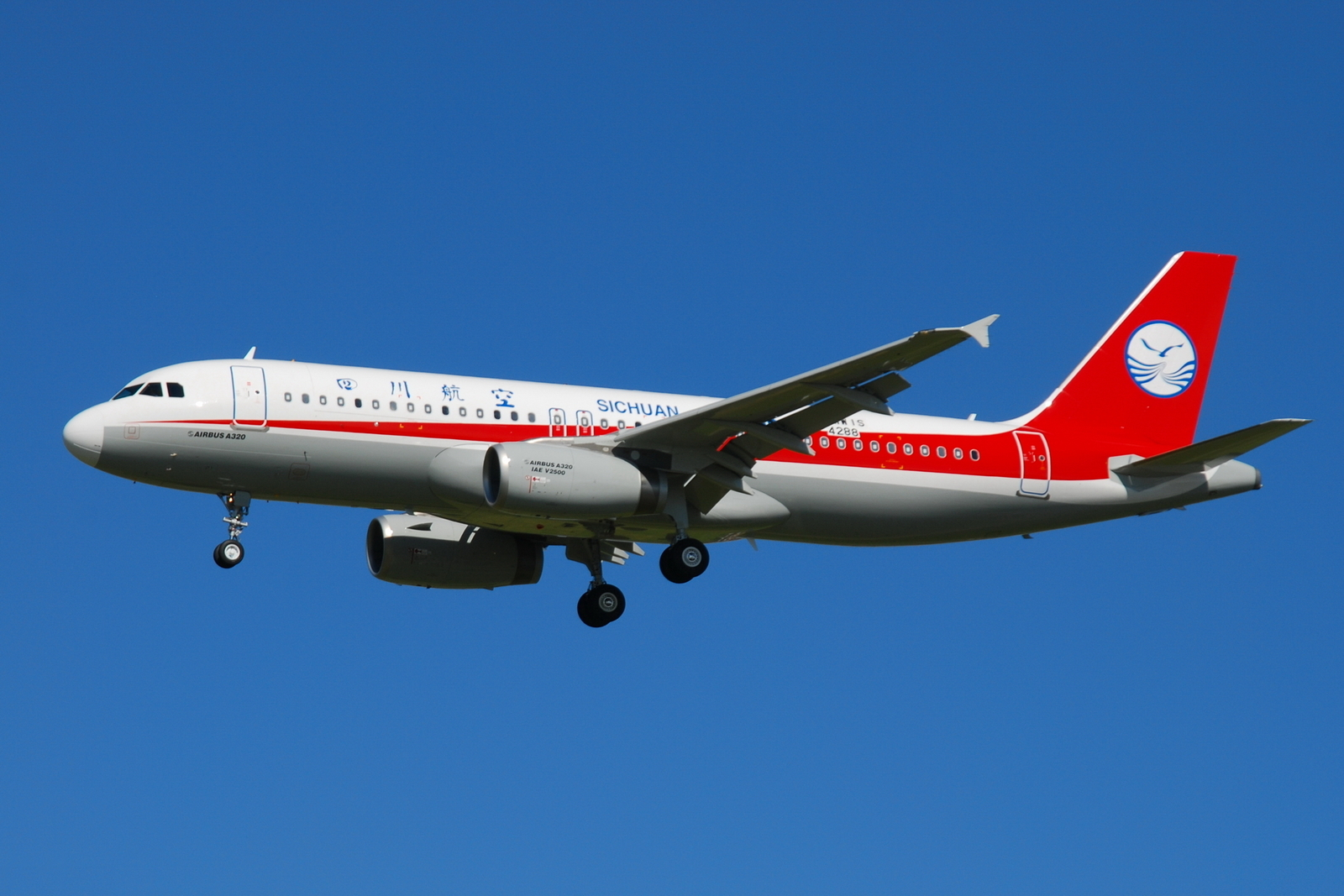
Airbus A320-200 der Sichuan Airlines

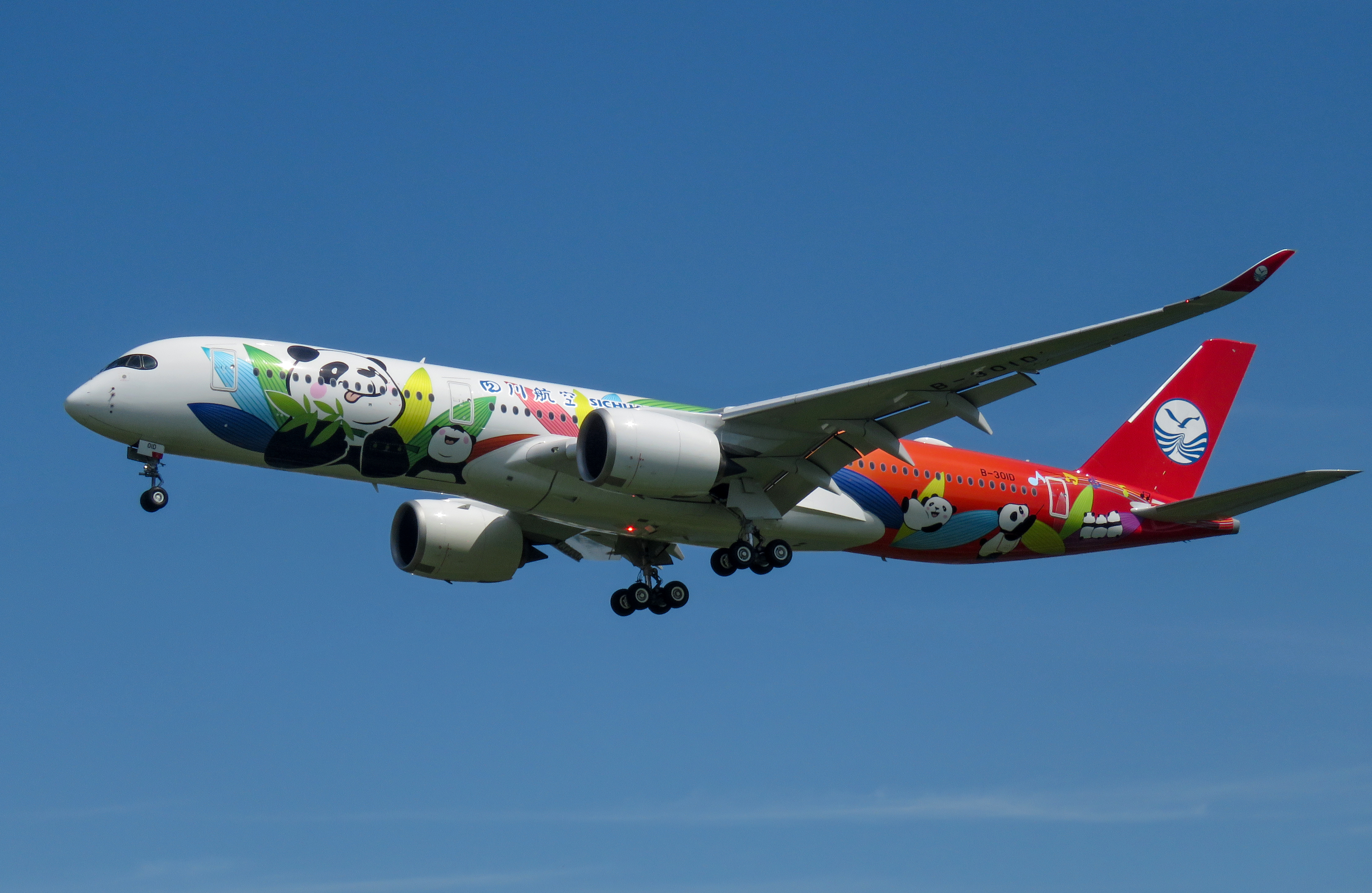
Airbus A350-900 der Sichuan Airlines

### Aktuelle Flotte
Mit Stand September 2024 besteht die Flotte der Sichuan Airlines aus 204 Flugzeugen mit einem Durchschnittsalter von 9,3 Jahren:
| Flugzeugtyp        | Anzahl | bestellt | Anmerkungen                                 | Sitzplätze (Business/Eco) | Durchschnittsalter |
| ------------------ | ------ | -------- | ------------------------------------------- | ------------------------- | ------------------ |
| Airbus A319-100    | 023    |          | drei mit Sharklets ausgestattet             | 132 (8/124)               | 15,1 Jahre         |
| Airbus A320-200    | 055    |          | zwei inaktiv; 32 mit Sharklets ausgestattet | 164 (8/156)               | 11,4 Jahre         |
| Airbus A320neo     | 028    | 0        | 14 inaktiv                                  | 158 (8/150) 180 (–/180)   | 3,9 Jahre          |
| Airbus A321-200    | 045    |          | teilweise mit Sharklets ausgestattet        | 189 (12/177) 194 (8/186)  | 10,6 Jahre         |
| Airbus A321PCF     | 01     | 03       |                                             | Cargo                     | 10,6 Jahre         |
| Airbus A321neo     | 027    | 03       | 15 inaktiv                                  | 198 (8/190) 201 (8/193)   | 4,5 Jahre          |
| Airbus A330-200    | 04     |          |                                             | 274 (24/250)              | 10,4 Jahre         |
| Airbus A330-200F   | 03     |          | einer inaktiv                               | Cargo                     | 10,4 Jahre         |
| Airbus A330-300    | 07     |          |                                             | 301 (36/265) 305 (24/281) | 10,0 Jahre         |
| Airbus A330-300P2F | 02     | 01       |                                             | Cargo                     | 10,0 Jahre         |
| Airbus A350-900    | 08     | 08       |                                             | 331 (28/303) 337 (30/307) | 4,3 Jahre          |
| Comac C919         |        | 20       |                                             | - offen -                 |                    |
| Xi’an MA60         |        | 04       |                                             | - offen -                 |                    |
| Gesamt             | 204    | 39       |                                             |                           | 9,3 Jahre          |

### Ehemalige Flugzeugtypen
In der Vergangenheit setzte Sichuan Airlines bereits folgende Flugzeugtypen ein:
- Airbus A321-100
- Boeing 737-300
- Embraer ERJ-145

### Aktuelle Sonderbemalungen
| Bemalung                             | Flugzeugtyp     | Luftfahrzeugkennzeichen | Zeitraum           | Bild |
| ------------------------------------ | --------------- | ----------------------- | ------------------ | --- |
| Chengdu FISU World University Games  | Airbus A319-100 | B-6447                  | seit Mai 2021      | Bild gesucht Die Wikipedia wünscht sich an dieser Stelle ein Bild. Weitere Infos zum Motiv findest du vielleicht auf der Diskussionsseite . Falls du dabei helfen möchtest, erklärt die Anleitung , wie das geht. |
| Chinese Dragon                       | Airbus A320-200 | B-6388                  | seit Juni 2009     | |
| Yunnan                               | Airbus A320-200 | B-6719                  | seit April 2016    | |
| Wuliangye                            | Airbus A330-300 | B-5923                  | seit Dezember 2018 | |
| Wuliangye                            | Airbus A330-300 | B-5929                  | seit Dezember 2018 | |
| 31st Summer Universiade 2021 Chengdu | Airbus A330-300 | B-5945                  | seit November 2019 | |
| Changhong                            | Airbus A330-300 | B-5960                  | seit Juni 2021     | |
| Panda                                | Airbus A350-900 | B-301D                  | seit August 2018   | |
| Chengdu FISU World University Games  | Airbus A350-900 | B-304U                  | seit Februar 2022  | |
| Chengdu FISU World University Games  | Airbus A350-900 | B-304V                  | seit April 2022    | Bild gesucht Die Wikipedia wünscht sich an dieser Stelle ein Bild. Weitere Infos zum Motiv findest du vielleicht auf der Diskussionsseite . Falls du dabei helfen möchtest, erklärt die Anleitung , wie das geht. |
| Panda Route                          | Airbus A350-900 | B-306N                  | seit Mai 2019      | |
| Panda Route                          | Airbus A350-900 | B-325J                  | seit Dezember 2022 | |